# 红山乡 (巧家县)
红山乡，是中华人民共和国云南省昭通市巧家县下辖的一个乡镇级行政单位。

## 行政区划
红山乡下辖以下地区：
红山村、牛栏村、白果村、保坪村、天星村、黑铁村、纸厂村和安邦村。